# 國民法官法
《國民法官法》是一部中華民國法律，立法目的是提升司法透明度，反映國民正當法律感情，增進國民對於司法之瞭解及信賴，彰顯國民主權理念。

## 內容
本法為刑事訴訟法與法院組織法之特別法。除少年刑事案件與毒品危害防制條例案件外，最輕本刑為10年以上有期徒刑與故意犯罪發生死亡結果之罪，應行國民參與審判。
為使地方政府開始準備國民法官選任程序，第16~20條與第33條自公布日施行。而故意犯罪發生死亡結果之罪屬一般國民高度關切之事項，故規定除第5條第1項第1款自2026年1月1日施行外，其餘條文自2023年1月1日施行。司法院2022年7月12日舉辦「國民法官，公假挺你」記者會，由司法院秘書長林輝煌主持，邀請勞動部長許銘春、全國商業總會理事長許舒博參與。透過「國民法官—公假篇」宣導影片及《給雇主的一封信》，讓雇主與勞工朋友們瞭解制度、支持制度，安心參與審判。